# Adí ibn Zayd
Adí ibn Zayd al-Ibadí at-Tamimí (àrab: عَدِيُّ بْنُ زَيْدٍ العِبَادِيُّ التَّمِيمِيُّ, ʿAdī b. Zayd al-Ibādī at-Tamīmī) (m. vers 600) fou un poeta àrab d'al-Hira de la segona meitat del segle vi.
Va viure a la cort sassànida i a la cort làkhmida, on fou conseller del rei an-Numan ibn al-Múndhir (582-602) al que havia ajudat a pujar al poder, però amb el que es va enemistar i el va fer empresonar i finalment matar. La seva poesia s'ha perdut i només resten fragments dispersos, però va influir en la posterior poesia islàmica.